# William Winter Payne
William Winter Payne (* 2. Januar 1807 bei Warrenton, Fauquier County, Virginia; † 2. September 1874 ebenda) war ein US-amerikanischer Politiker (Demokratische Partei).

## Werdegang
William Winter Payne schloss seine Vorbereitungsstudien ab und studierte die Rechtswissenschaften, praktizierte jedoch niemals als Jurist. Er zog 1825 in das Franklin County in Alabama, wo er sich mit landwirtschaftlichen Tätigkeiten beschäftigte. Ferner entschied er sich, eine politische Laufbahn zu verfolgen, als er 1831 Abgeordneter im Repräsentantenhaus von Alabama wurde. Danach zog er in das Sumter County. In der Folge war er zwischen 1834 und 1838 sowie noch einmal 1840 Mitglied des Repräsentantenhauses von Alabama. Während dieser Zeit bewarb er sich 1839 erfolglos um einen Sitz im Senat von Alabama.
Payne wurde in den 27. US-Kongress gewählt und in die zwei nachfolgenden US-Kongresse wiedergewählt. Er war dort vom 4. März 1841 bis zum 3. März 1847 tätig. Während dieser Zeit führte er den Vorsitz im Committee on Elections (28. US-Kongress). Bei seinem dritten Wiederwahlversuch 1846 in den 30. US-Kongress erlitt er eine Niederlage. Nach Ablauf seiner Amtszeit kehrte er dann 1847 nach Virginia zurück, wo er nahe Warrenton wieder landwirtschaftlichen Tätigkeiten nachging. Ferner hatte er 1859 den Vorsitz beim Parteitag der Demokraten in Alabama.